# Nguyễn Du
Nguyen Du (født 3. januar 1765, død 16. september 1820) var en vietnamesisk digter og forfatter. Nguyễn Du blev født i 1765 i Bich Cau, Thang Long. Han var en mandarin under Nguyen-dynastiet. Han er berømt for fortælling om Kieu, en historie af smukke pige, der solgte sig selv for at redde sin far. I dag er han stadig betragtet som et symbol på vietnamesiske litteratur.